# Беккер, Элизабет
Элизабет Беккер (20 июля 1923, Новы-Став, Поморское воеводство — 4 июля 1946, Бискупская горка) — нацистская военная преступница, надзиратель концлагеря во время Второй мировой войны. Повешена в 1946 году по приговору суда.

## Биография
Беккер родилась в Нютайке, Вольном городе Данциге (современный Новы-Став, Польша) в немецкой семье. В 1936, в возрасте 13 лет, она вступила в Союз немецких девушек. В 1938 она стала поваром в Данциге. Когда в 1939 немцы заняли город, Беккер быстро приспособилась к новым условиям. В 1940 она устроилась на работу в фирму Dokendorf, где проработала до 1941 года, когда стала помощником по вопросам сельского хозяйства Данцига.

## Работа в концлагере
В 1944, когда СС понадобились дополнительные надзиратели в близлежащий концентрационный лагерь Штуттгоф, Беккер была призвана на службу. Она прибыла в Штуттгоф 5 сентября 1944 для тренировок во вспомогательном подразделении СС. Позже она работала в женском лагере SK-III, где персонально отбирала женщин и детей для отправки в газовые камеры.

## После войны
15 января 1945 года Беккер бежала из лагеря назад домой в Нютайк, где 13 апреля польская полиция арестовала её и отправила в тюрьму ожидать вынесения приговора. Штуттгофский суд (англ.) над пятью женщинами сотрудниками СС и несколькими капо в качестве ответчиков начался 31 мая 1946 в Данциге. Беккер вместе с другими десятью ответчиками была приговорена к смертной казни. Она послала несколько писем польскому президенту Болеславу Беруту с просьбой о помиловании, утверждая что она не была столь жестока с заключёнными, как Герда Штейнгофф или Йенни-Ванда Баркман. Однако её доводы не были приняты, и в помиловании ей было отказано. Беккер была публично повешена 4 июля 1946 в Бискупской горке вместе с остальными десятью надзирателями и капо.

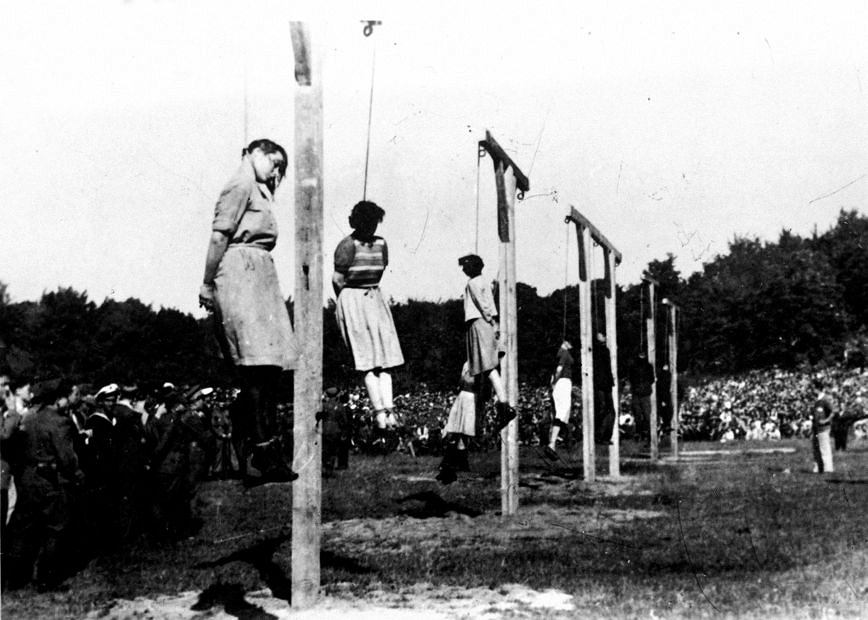
Казнь надзирателей концентрационного лагеря Штуттгоф 4 июля 1946. Беккер третья слева.
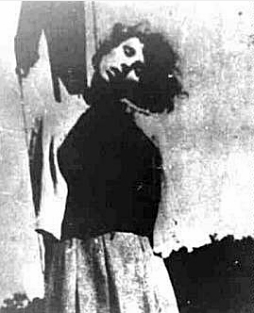
Казнь надзирателей концентрационного лагеря в Бискупской горке На снимке Беккер